# Danny Glicker
Danny Glicker ist ein US-amerikanischer Kostümbildner.

## Leben
Danny Glickers Karriere als Kostümbildner startete Ende der 1990er. Sein Schaffen umfasst rund 40 Produktionen. 2006 gewann er für Transamerica den Costume Designer Guild Award.
Danny Glicker wurde bei der Oscarverleihung 2009 für einen Oscar in der Kategorie Bestes Kostümdesign nominiert. Für den Film Milk von Gus van Sant, der das Leben des US-amerikanischen Politikers Harvey Milk nacherzählte, eine zentrale Figur der US-amerikanischen Lesben- und Schwulenbewegung, recherchierte er im historischen Archiv von San Francisco, das eine umfangreiche Kollektion von Porträts aus der Homosexuellenszene der 1970er hatte. Auch recherchierte er im Umfeld von Harvey Milk und hatte Zugriff auf das private Archiv von Milks gutem Freund Danny Nicoletta.
Für Love & Mercy (2014), der Biografie von Brian Wilson, entwarf er Kostüme passend zu Wilsons Karriere von den 1960ern bis zu den 1980ern.

## Filmografie (Auswahl)
- 1997: Once We Were Strangers
- 1999: Destiny – Einmal ganz oben stehen (Harlem Aria)
- 1999: The New Adventures of A.R.K. (Fernsehserie)
- 2003: Northfork
- 2005: High School Confidential
- 2005: The Dying Gaul
- 2005: Transamerica
- 2005: Thank You for Smoking
- 2006: The Hills Have Eyes – Hügel der blutigen Augen (The Hills Have Eyes)
- 2006: Astronaut Farmer
- 2006: Sie waren Helden (We Are Marshall)
- 2007: Unverblümt – Nichts ist privat (Towelhead)
- 2008: True Blood (Fernsehserie)
- 2008: Milk
- 2009: Up in the Air
- 2010: Virginia
- 2011: Restless
- 2012: On the Road – Unterwegs (On the Road)
- 2012: Unterwegs mit Mum (The Guilt Trip)
- 2013: Das ist das Ende (This Is the End)
- 2013: Labor Day
- 2014: Love & Mercy
- 2014–2015: Looking
- 2016: Looking – Der Film (Looking)
- 2016: Gold – Gier hat eine neue Farbe (Gold)
- 2017: Mother!
- 2018: Der Spitzenkandidat (The Front Runner)
- 2018: Don’t Worry, weglaufen geht nicht (Don’t Worry, He Won’t Get Far on Foot)
- 2018: Bad Times at the El Royale
- 2021: Ghostbusters: Legacy (Ghostbusters: Afterlife)
- 2022: The Whale